# 이안 (기업)
이안(IAAN Co. Ltd.)는 대한민국의 디지털 트윈 팹 설계 기업이다 경기도 부천시 소향로 127 504호 (중동, 프라움시티)에 위치해 있으며 대표이사는 이승호이다.

## 상장
하나증권을 주관사로 코스닥 시장에 상장을 추진중이다.

## 같이 보기
- 디지털트윈

## 참고문헌
1. ↑  염윤경, '디지털 트윈 팹' 이안, 코스닥 상장 도전… "2차전지·반도체로 확장", 머니S, 2024.01.20
2. ↑  권오은, ‘디지털 트윈’ 이안, 코스닥 상장 예비심사 청구, 조선비즈, 2024년 1월 19일